# Pentti Arajärvi
Pentti Ilkka Olavi Arajärvi, född 2 juni 1948 i Helsingfors, är juris doktor och docent i socialrätt vid Helsingfors universitet. Han är son till barnpsykiatern Terttu Arajärvi och gifte sig år 2000 med Finlands president Tarja Halonen.
Han var professor i socialrätt vid Joensuu universitet mellan 2003 och 2006.

## Uppdrag
- tjänstman i riksdagen sedan 1984. Först som utskottssekreterare och sedermera som utskottsråd
  - sekreterare i socialutskottet, sedermera social- och hälsovårdsutskottet, 1984–?
  - sekreterare i ekonomiutskottet 1984–1989

## Utmärkelser
- Riddartecknet av I klass av Finlands Lejons orden,  6 december 1989[3]
- Terra Mariana-korsets orden, första klass,  4 maj 2000[4]
- Storkorset av Finlands Vita Ros’ orden,  28 augusti 2000[5]
- Storkorset av isländska falkorden,  19 september 2000[6]
- Storkors av Dannebrogorden,  3 april 2001[7]
- Tre Stjärnors orden, första klass,  12 april 2001[8]
- Storkorset av Henrik Sjöfararens orden,  24 oktober 2002[9]
- Vita stjärnans orden, första klass,  12 mars 2007[10]
- Storkorsriddare av Republiken Italiens förtjänstorden,  5 september 2008[11]
- Lettiska förtjänstkorset (första klassen),  3 juni 2010[12]
- Stort hederstecken i guld med band av Österrikiska republikens förtjänstorden,  2011[13]
- Förbundsrepubliken Tysklands förtjänstorden - storkors av särskilda klassen[14]
- Storkors av Adolf av Nassaus civil- och militärförtjänstorden[15]
- Kommendör med stora korset av Nordstjärneorden[15]
- Norska förtjänstordens storkors[16]
- Storkorsets hedersorden[15]
- Storkors av Kronorden[15]

[Redigera Wikidata]